# La Pobla de Massaluca
La Pobla de Massaluca är en kommun i Spanien.   Den ligger i provinsen Província de Tarragona och regionen Katalonien, i den östra delen av landet, 400 km öster om huvudstaden Madrid. Antalet invånare är 364. Arean är 43 kvadratkilometer. La Pobla de Massaluca gränsar till Riba-roja d'Ebre, Vilalba dels Arcs, Batea, Nonaspe och Fayón. 
Terrängen i La Pobla de Massaluca är platt åt sydväst, men åt nordost är den kuperad.